# Путићево
Путићево је насељено место у Босни и Херцеговини у општини Травник. Административно припада Федерацији Босне и Херцеговине, односно њеном Средњобосанском кантону. Према попису становништва из 2013. у насељу је било 1.282 становника, а већинску популацију чинили су Хрвати.

## Становништво
По последњем службеном попису становништва из 2013. године у овом насељу живело је 1.282 становника, а село је било етнички хомогено са већинском хрватском популацијом.
| Националност | 2013. | 1991.          | 1981.          | 1971.          |
| Бошњаци      | —     | 13 (0,85%)     | 16 (1,19%)     | 18 (1,54%)     |
| Хрвати       | —     | 1.344 (88,25%) | 1.214 (90,19%) | 1.088 (92,99%) |
| Срби         | —     | 61 (4,00%)     | 60 (4,46%)     | 48 (4,10%)     |
| Југословени  | —     | 86 (5,65%)     | 52 (3,86%)     | 5 (0,43%)      |
| Албанци      | —     | 0              | 1 (0,07%)      | 0              |
| Роми         | —     | 0              | 0              | 6 (0,51%)      |
| Црногорци    | —     | 0              | 2 (0,15%)      | 1 (0,08%)      |
| остали       | —     | 19 (1,25%)     | 1 (0,07%)      | 4 (0,34%)      |
| Укупно       | 1.282 | 1.523          | 1.346          | 1.170          |